# Vibracellina
Vibracellina is een geslacht van mosdiertjes uit de  familie van de Cupuladriidae en de orde Cheilostomatida. De wetenschappelijke naam van het geslacht werd in 1917 voor het eerst geldig gepubliceerd door Ferdinand Canu en Ray Smith Bassler.

## Soorten
- Vibracellina crassatina Canu & Bassler, 1929
- Vibracellina laxibasis Canu & Bassler, 1928
- Vibracellina mediterranea O'Donoghue & de Watteville, 1939
- Vibracellina semiglobosa Lu, Nie & Zhong in Lu, 1991
- Vibracellina viator Canu & Bassler, 1929